# 田辺停留場
田辺停留場（たなべていりゅうじょう）は、かつて大阪府大阪市東住吉区田辺にあった南海電気鉄道平野線の駅（電停）である。

## 概要

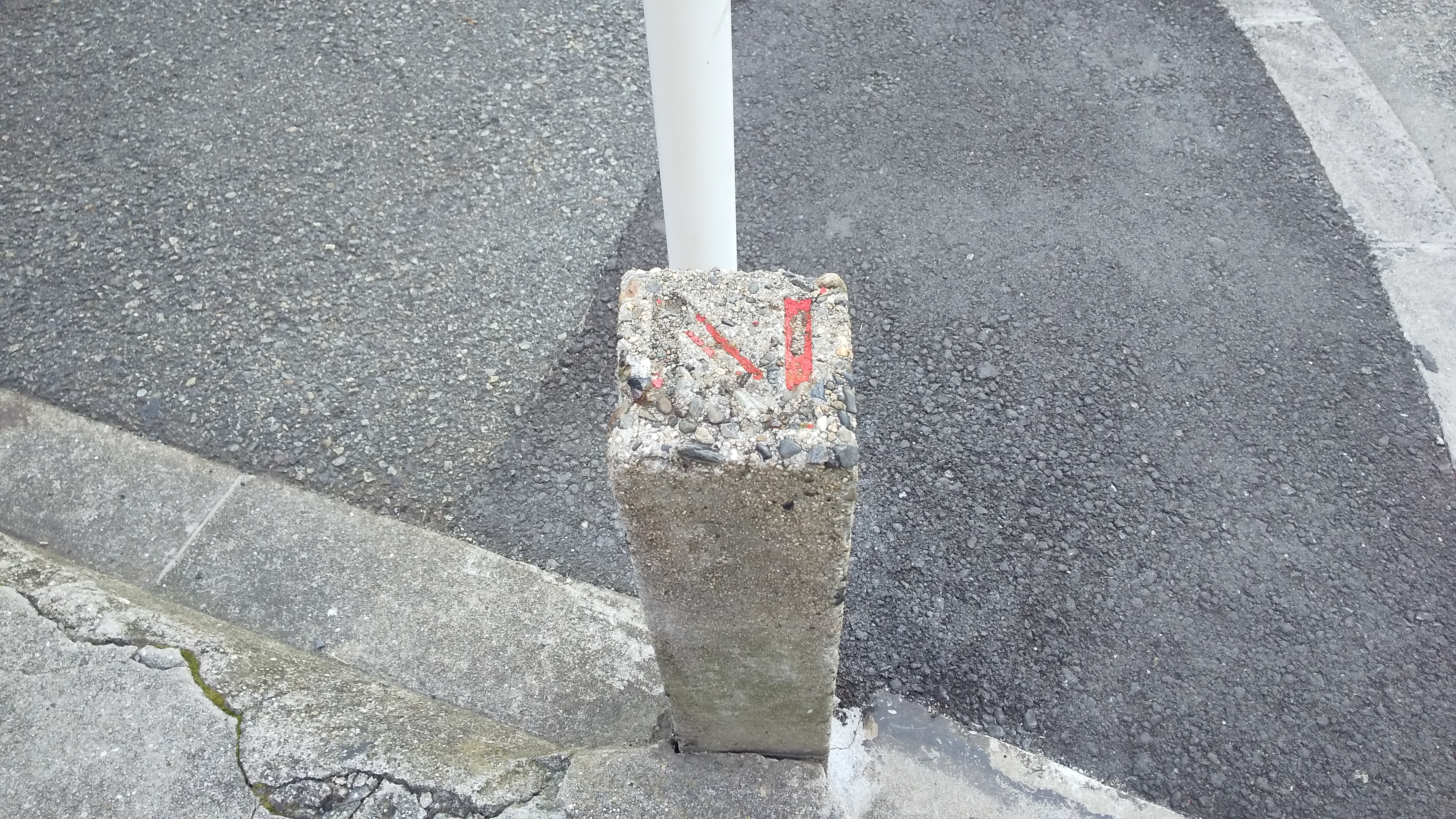
駅跡に残る「N」と刻まれた境界杭（2021年3月）

現在のOsaka Metro谷町線田辺駅から200メートルほど南東の場所、東住吉区田辺5丁目・6丁目の境界付近にあった。
近鉄南大阪線今川駅方面からの商店街と、南海平野線の交点に位置し、踏切を挟んで、5丁目側に下り平野行ホーム、6丁目（厳密にいうと田辺2丁目。平野線は丁目界を走っていたので、踏切が3つの丁目の接点だった）側に上り今池方面行ホームが千鳥配列で設置されていた。2両連結運転に備える長いホーム＋1両分の上屋という設備と、当駅発着列車があったためか、平野線の中間駅には珍しい渡り線があった。阪神高速道路の工事開始にともない、今池方面のホームは、原型を留めながらもホームが削り取られ1両分になっていたが、平野行ホームは営業廃止まで2両分のホームだった。渡り線は、後年には非常時ぐらいにしか利用されていなかった。かつて恵美須町駅にあった行灯式行先案内表示灯には、ほとんど使われていなかった『天神ノ森』とともに『田辺』の表示があった。
線路・ホームの跡は阪神高速14号松原線の側道となっており、往時の鉄道の遺構はほとんど見られないが、下りホーム脇の喫茶店や、大衆食堂等は、往時の雰囲気そのままで現在も営業をしている。また、上りホーム対面の地表には、南海電鉄の境界杭がそのまま残されている。なお、阪神高速14号松原線高架下、東側の側道は、南海平野線の線路跡をほぼ忠実にトレースしており、この田辺停留場跡に限らず、沿線跡を歩くといくつか境界杭が残っているのを目にすることができる。

## 歴史
- 1914年（大正3年）4月26日：阪堺電気軌道（旧）平野支線今池 - 平野間の開業時に開設。
- 1980年（昭和55年）11月28日：廃止。

## 停留場構造
千鳥式ホーム2面2線を有する地上駅であった。

### のりば
| のりば                             | 路線    | 方向 | 方面                         | 行先     |
| ---------------------------------- | ------- | ---- | ---------------------------- | -------- |
|                                    | ■平野線 | 上り | 阪堺線直通：阿倍野・今池方面 | 恵美須町 |
| 上町線直通：阿倍野・天王寺駅前方面 | ■平野線 | 上り | 天王寺駅前                   |          |
|                                    | ■平野線 | 下り | 平野方面                     | 平野     |

## 隣の停留場
南海電気鉄道
■平野線
股ヶ池停留場 - 田辺停留場 - 駒川町停留場